# Konstantin Steinhübel
Konstantin Steinhübel (Hamburgo, 5 de enero de 1990) es un deportista alemán que compitió en remo.
Ganó una medalla de plata en el Campeonato Mundial de Remo de 2014 y dos medallas en el Campeonato Europeo de Remo en los años 2014 y 2016.

## Palmarés internacional
| Campeonato Mundial | Campeonato Mundial       | Campeonato Mundial | Campeonato Mundial      |
| Año                | Lugar                    | Medalla            | Prueba                  |
| ------------------ | ------------------------ | ------------------ | ----------------------- |
| 2014               | Ámsterdam (Países Bajos) | Medalla de plata   | Cuatro scull ligero     |
| Campeonato Europeo |                          |                    |                         |
| Año                | Lugar                    | Medalla            | Prueba                  |
| 2014               | Belgrado (Serbia)        | Medalla de plata   | Doble scull ligero      |
| 2016               | Brandeburgo (Alemania)   | Medalla de plata   | Scull individual ligero |